# Horní Počaply
Horní Počaply è un comune della Repubblica Ceca facente parte del distretto di Mělník, in Boemia Centrale.